# Dicranodontium didymodon
Dicranodontium didymodon är en bladmossart som beskrevs av Jean Édouard Gabriel Narcisse Paris 1896. Dicranodontium didymodon ingår i släktet Dicranodontium och familjen Dicranaceae. Inga underarter finns listade i Catalogue of Life.